# Mosstenbræk
Mos-Stenbræk (Saxifraga hypnoides) er en lille plante, der blandt andet er udbredt på Island og i Storbritannien, hvor den f.eks. vokser på våde klipper.